# 대한민국 민법 제1000조
대한민국 민법 제1000조는 상속의 순위에 대한 민법 친족상속법 조문이다. 

## 조문
제1000조(상속의 순위) ① 상속에 있어서는 다음 순위로 상속인이 된다. <개정 1990.1.13>
1. 피상속인의 직계비속
2. 피상속인의 직계존속
3. 피상속인의 형제자매
4. 피상속인의 4촌 이내의 방계혈족
②전항의 경우에 동순위의 상속인이 수인인 때에는 최근친을 선순위로 하고 동친등의 상속인이 수인인 때에는 공동상속인이 된다.
③태아는 상속순위에 관하여는 이미 출생한 것으로 본다. <개정 1990.1.13>
[제목개정 1990.1.13]

第1000條(相續의 順位) ① 相續에 있어서는 다음 順位로 相續人이 된다. <改正 1990.1.13>
1. 被相續人의 直系卑屬
2. 被相續人의 直系尊屬
3. 被相續人의 兄弟姉妹
4. 被相續人의 4寸 이내의 傍系血族
②前項의 境遇에 同順位의 相續人이 數人인 때에는 最近親을 先順位로 하고 同親等의 相續人이 數人인 때에는 共同相續人이 된다.
③胎兒는 相續順位에 관하여는 이미 出生한 것으로 본다. <改正 1990.1.13>
[제목개정 1990.1.13

## 비교 조문
일본민법 제886조(상속에 관한 태아의 권리능력) ① 태아는 상속에 관하여는 이미 태어난 것으로 간주한다. 
② 전항의 규정은 태아가 사체로 태어난 때에는 적용하지 아니한다.

第八百八十六条（相続に関する胎児の権利能力）1. 胎児は、相続については、既に生まれたものとみなす。 
2. 前項の規定は、胎児が死体で生まれたときは、適用しない。

## 참고 문헌
- 오현수, 일본민법, 진원사, 2014. ISBN 978-89-6346-345-2
- 오세경, 대법전, 법전출판사, 2014 ISBN 978-89-262-1027-7
- 이준현, LOGOS 민법 조문판례집, 미래가치, 2015. ISBN 979-1-155-02086-9

## 같이 보기
- 관련 어휘
  - 상속
  - 태아
- 관련 조문
  - 대한민국 민법 제1003조
  - 대한민국 민법 제1006조
  - 대한민국 민법 제1009조